# 5 август
5 август е 217-ият ден в годината според григорианския календар (218-и през високосна). Остават 148 дни до края на годината.

## Събития
- 1100 г. – Хенри I е коронован за крал на Англия в Уестминстърското абатство.
- 1716 г. – 40-хилядна австрийска армия, начело с принц Евгений Савойски, разгромява 150-хилядната турска войска на паша Дарнад Али в битката при Петервардайн.
- 1772 г. – Русия, Прусия и Австрия подписват в Санкт Петербург договор, с който си поделят всички полски територии.
- 1860 г. – Кралят на Швеция Карл XV е коронован и за крал на Норвегия, като приема името Карл IV.
- 1882 г. – В Япония е въведено военно положение.
- 1884 г. – На остров Бедло в пристанището на Ню Йорк е направена първата копка на Статуята на свободата.
- 1890 г. – Англия признава остров Мадагаскар за владение на Франция.
- 1900 г. – В Одеса е извършен масов погром над евреите.
- 1912 г. – В Япония са въведени първите таксита.
- 1914 г. – В Кливланд (Охайо, САЩ) са въведени първите светофари.
- 1923 г. – На заседание на ЦК на БКП, под натиска на Коминтерна, се взема решение за вдигане на Септемврийското въстание.
- 1924 г. – В Турция се обнародва закон, с който се забранява многоженството.
- 1938 г. – Подписан е протокол за френски външен заем за Царство България в размер на 375 млн. франка.
- 1940 г. – Втората световна война: Латвия е анексирана от СССР и става Латвийска съветска социалистическа република.
- 1946 г. – На прохода Хаинбоаз започват работа 2000 младежи от първата национална младежка строителна бригада Георги Димитров, което е начало на бригадирското движение в Народна република България.
- 1947 г. – Започва режисиран съдебен процес срещу водача на обединената опозиция Никола Петков, обвинен от комунистите в шпионаж.
- 1949 г. – При земетресение в Еквадор са разрушени 50 града и загиват над 6000 души.
- 1958 г. – Плиска, Преслав и Мадара са обявени за историко-архитектурни резервати с национално значение.
- 1960 г. – Буркина Фасо (тогава Горна Волта) получава независимост от Франция.
- 1962 г. – Нелсън Мандела е арестуван от властите в ЮАР и остава задържан до 1990 година.
- 1965 г. – Започва войната между Индия и Пакистан в спор за щата Кашмир.
- 1967 г. – Излиза първият албум на английската група Пинк Флойд – The Piper at the Gates of Down.
- 1969 г. – Програма Маринър: Маринър 7 се доближава максимално до повърхността на Марс (3524 км).
- 1973 г. – СССР изстрелва космическия парат Марс 6, който достига Марс през март 1974 г.
- 1976 г. – Създаден е Национален аграрно-промишлен комплекс (НАПС) с подразделения по окръзи (ОАПС) и общини (АПК), с което управлението на земеделието в Народна република България става от кооперативно държавно.
- 1980 г. – Белгия е разделена на три провинции по езиков признак.
- 1981 г. – Роналд Рейгън уволнява от работа 11 359 стачкуващи контрольори на полети в САЩ, които пренебрегват неговата заповед да се върнат на работа.
- 2010 г. – Случва се Миньорската авария в Копиано, при която 33 чилийски миньори са затрупани на 700 m под земята.

## Родени
- 1461 г. – Александър Ягелончик, велик княз на Литва († 1506 г.)
- 1802 г. – Нилс Абел, норвежки математик († 1829 г.)
- 1813 г. – Ивар Осен, норвежки поет и филолог († 1896 г.)
- 1815 г. – Едуард Еър, английски изследовател († 1901 г.)
- 1827 г. – Деодоро да Фонсека, бразилски военен деец и политик († 1892 г.)
- 1832 г. – Апостол Маргарит, арумънски просветител († 1903 г.)
- 1834 г. – Евалд Херинг, германски физиолог († 1918 г.)
- 1835 г. – Кристиан Вагнер, немски писател († 1918 г.)
- 1844 г. – Иля Репин, руски художник († 1930 г.)
- 1850 г. – Ги дьо Мопасан, френски писател († 1893 г.)
- 1862 г. – Иван Симеонов, български офицер († 1930 г.)
- 1890 г. – Ерих Клайбер, австрийски диригент († 1956 г.)
- 1899 г. – Сакае Цубои, японска писателка и поетеса († 1967 г.)
- 1902 г. – Ценко Бояджиев, български художник († 1972 г.)
- 1905 г. – Артьом Микоян, руски авиоконструктор († 1970 г.)
- 1906 г. – Джон Хюстън, американски режисьор († 1987 г.)
- 1906 г. – Василий Леонтиев, руски икономист, Нобелов лауреат през 1973 г. († 1999 г.)
- 1908 г. – Роже Бернар, френски лингвист († 1997 г.)
- 1911 г. – Григор Угаров, български писател († 1983 г.)
- 1916 г. – Садек Чубак, ирански писател († 1998 г.)
- 1924 г. – Емил Петров, български актьор († 2002 г.)
- 1930 г. – Нийл Армстронг, американски космонавт († 2012 г.)
- 1933 г. – Илия Пенев, български актьор († 2006 г.)
- 1937 г. – Джеймс Карлайл, генерал-губернатор на Антигуа и Барбуда
- 1940 г. – Ивайло Знеполски, български критик († 2023 г.)
- 1940 г. – Иван Налбантов, български актьор († 2021 г.)
- 1941 г. – Елизабет Депардийо, френска актриса
- 1941 г. – Карла Гравина, италианска актриса
- 1943 г. – Атанас Звездинов, български поет
- 1945 г. – Стойка Миланова, българска цигуларка († 2024 г.)
- 1948 г. – Рей Клемънс, английски футболист († 2020 г.)
- 1952 г. – Георги Мамалев, български актьор
- 1955 г. – Андрей Райчев, български социолог
- 1963 г. – Анна Юркщович, полска певица
- 1964 г. – Зерин Текиндор, турска актриса и художничка
- 1968 г. – Марин Льо Пен, френски политик
- 1968 г. – Колин МакРей, шотландски рали пилот († 2007 г.)
- 1971 г. – Валдис Домбровскис, латвийски политик
- 1975 г. – Каджол, индийска актриса
- 1976 г. – Еуджен Трика, румънски футболист
- 1976 г. – Марлене Фавела, мексиканска актриса
- 1980 г. – Уейн Бридж, английски футболист
- 1984 г. – Хелене Фишер, германска певица
- 1985 г. – Саломон Калу, котдивоарски футболист
- 1986 г. – Байрам Байрам, български политик
- 2004 г. – Гави, испански футболист

## Починали
- 882 г. – Луи III, крал на Франция (* 863 г.)
- 1792 г. – Фредерик Норт, министър-председател на Обединеното кралство (* 1732 г.)
- 1852 г. – Франтишек Челаковски, чешки поет и славяновед (* 1799 г.)
- 1895 г. – Фридрих Енгелс, немски философ (* 1820 г.)
- 1924 г. – Теодор Теодоров, министър-председател на България (* 1859 г.)
- 1944 г. – Цветан Спасов, български революционер (* 1889 г.)
- 1946 г. – Вилхелм Маркс, канцлер на Германия (* 1844 г.)
- 1957 г. – Хайнрих Виланд, немски химик и биохимик, Нобелов лауреат през 1927 г. (* 1877 г.)
- 1962 г. – Мерилин Монро, американска актриса (* 1926 г.)
- 1962 г. – Данаил Дечев, български художник (* 1891 г.)
- 1984 г. – Ричард Бъртън, британски актьор (* 1925 г.)
- 1988 г. – Колин Хигинс, американски сценарист, продуцент и режисьор (* 1941 г.)
- 1991 г. – Соичиро Хонда, основател на едноименната автомобилна компания (* 1906 г.)
- 1998 г. – Тодор Живков, български политик (председател на държавния съвет в Народна република България) (* 1911 г.)
- 1998 г. – Ото Кречмер, германски командир на подводница (* 1912 г.)
- 2000 г. – Алек Гинес, британски актьор (* 1914 г.)
- 2005 г. – Петър Дочев, български художник (* 1934 г.)
- 2019 г. – Тони Морисън, американска писателка и Нобелов лауреат през 1993 г. (* 1931 г.)
- 2025 г. – Йон Илиеску, президент на Румъния (* 1930 г.)

## Празници
- Буркина Фасо – Ден на независимостта (от Франция, 1960 г., национален празник)
- Хърватия – Ден на победата и народната гордост  (1995 г.)
- Тувалу – Ден на детето